# Dammsjön (Nora socken, Västmanland, 659840-144405)
Dammsjön är en sjö i Nora kommun i Västmanland och ingår i Norrströms huvudavrinningsområde. Sjön är 13 meter djup, har en yta på 0,511 kvadratkilometer och är belägen 163,4 meter över havet. Sjön avvattnas av vattendraget Knäppabäcken.

## Delavrinningsområde
Dammsjön ingår i det delavrinningsområde (660040-144670) som SMHI kallar för Inloppet i Saxen. Medelhöjden är 195 meter över havet och ytan är 55,19 kvadratkilometer. Det finns inga avrinningsområden uppströms utan avrinningsområdet är högsta punkten. Knäppabäcken som avvattnar avrinningsområdet har biflödesordning 5, vilket innebär att vattnet flödar genom totalt 5 vattendrag innan det når havet efter 236 kilometer. Avrinningsområdet består mestadels av skog (79 procent). Avrinningsområdet har 1,35 kvadratkilometer vattenytor vilket ger det en sjöprocent på 2,5 procent.